# سرگذشت آسدال
سرگذشت آسدال (انگلیسی: Arthdal Chronicles; کره‌ای: 아스달 연대기) یک مجموعه تلویزیونی کره جنوبی سال ۲۰۱۹ به نویسندگی کیم یونگ هیون و پارک سانگ یون و کارگردانی کیم وون سوک و با بازی جانگ دونگ گون، کیم اوک بین، در کنار سونگ جونگ کی، کیم جی وون در فصل اول، لی جون گی، شین سه کیونگ در فصل دوم است. این مجموعه به عنوان اولین درام فانتزی باستانی کره‌ای در نظر گرفته می‌شود، داستان در دوران عصر برنز می‌گذرد و براساس داستان دانگون، بنیانگذار اولین پادشاهی کره‌ای گوجوسان، ساخته شده‌است. فصل اول از ۱ ژوئن تا ۲۲ سپتامبر ۲۰۱۹، روزهای شنبه و یکشنبه ساعت ۲۱:۰۰ (کی‌اس‌تی) از تی‌وی‌ان برتی ۱۸ قسمت پخش شد. فصل دوم از ۹ سپتامبر ۲۰۲۳، روزهای شنبه و یکشنبه ساعت ۲۱:۲۰ (کی‌اس‌تی) از تی‌وی‌ان پخش خواهد شد.
فصل اول برای استریم در نتفلیکس و فصل دوم در دیزنی پلاس در مناطق منتخب قابل دسترسی است.
علیرغم نقدهای عموماً آمیخته به منفی منتقدان، طبق گزارش تحقیقات مصرف‌کننده توسط سازمان محتوای خلاق کره، این مجموعه ششمین درام کره‌ای مورد علاقه بین تماشاگران در بازار ایالات متحده آمریکا در سال ۲۰۱۹ بود.

## خلاصه داستان
داستان سریال دربارهٔ یک سرزمین خیالی به نام آرس و ساکنان شهر باستانی آسدال می‌باشد. اون سوم (سونگ جونگ کی) و سایا دو برادر دوقلو یکدیگر و ایگوتو هستند که در اثر حمله ساکنان آسدال به سرزمین موجودات افسانه‌ای (سرزمین ماه) پدر و مادر خود را از دست دادند و از همان زمان از هم جدا شدند، تاگون سایا را پیدا کرد و آن را به عنوان فرزند خود بزرگ کرد و اون سوم در یک قبیله بدون تمدن به نام واهان بزرگ شد. ایگوتوها حاصل ازدواج سارام (انسان) و نئانتال (موجودات افسانه‌ای) هستند. ایگوتو و نئانتال در ظاهر شبیه انسان اند ولی خونشان متفاوت و قدرتشان فراتر از انسان است. تاگون (جانگ دونگ گون) فرزند رئیس مجمع (سانونگ) یک ایگوتو است که رؤیای حکومت بر آسدال را در سر دارد. او یک کودک ایگوتو (سایا) را در طی جنگ دزدید و به عنوان پسر خود بزرگ کرد.
تانیا (کیم جی وون) از نوادگان گرگ سفید بزرگ است که طبق افسانه‌ها روزی بنیان‌گذار سرزمین آسدال بوده و مردم واهان هنوز این را نمی‌دانند. او دختر رئیس قبیله واهان است و از کودکی با اون سوم بزرگ می‌شود. سالها می‌گذرد و جمعیت آسدال رشد می‌کند و نیاز به کشاورزی افزایش می‌یابد و تاگون به همراه افرادش سمت قبایل کوچک لشکر کشی می‌کنند.

## بازیگران و شخصیت‌ها

### بازیگران اصلی
- جانگ دونگ گون در نقش تاگون
  - جونگ جه وون در نقش جوانی تاگون
  - مون وو جین در نقش جوانی تاگون
- سونگ جونگ کی (فصل ۱) و لی جون گی (فصل ۲) در نقش اون‌سوم / سایا
  - کیم یه جون در نقش جوانی اون‌سوم
- کیم جی وون (فصل ۱) و شین سه کیونگ (فصل ۲) در نقش تانیا
  - هو جونگ اون در نقش جوانی تانیا
- کیم اوک بین در نقش ته آل‌ها
  - کیم سو یون در نقش جوانی ته آل‌ها

### بازیگران مکمل

#### آرتدال

##### قبیله سه‌نه‌اوک و نیروهای ده‌کان
- کیم یی سونگ در نقش سان‌وونگ، پدر تاگون و رئیس قبیله سه‌نه‌اوک.[۱۵]
- پارک هه-جون در نقش موبِک[۱۶]
- پارک بیونگ-اون در نقش دان‌بیوک، پسر سان‌وونگ، برادر ناتنی تاگون.[۱۷]
- پارک هیونگ سو در نقش گیل‌سون[۱۶]
- چوی یونگ-جون در نقش یون‌بال
- لی هو چول در نقش کیتوها
- هوانگ هی در نقش موگوانگ، برادر کوچکتر موبِک.
- کی دو هون در نقش یانگ‌چا
- لی هوانگ یی در نقش دِه‌دِه

#### قبیله کوهستان سفید
- لی دو کیون در نقش آسا رون، رئیس قبیله کوهستان سفید.[۱۵]
- سون سوک در نقش آسا ساکان، یکی از اعضای طایفه آسا.[۱۶]
- سو اون آه در نقش آسا موت، یکی از اعضای طایفه آسا.
- جانگ یول در نقش آسا یون[۱۵]
- پارک جی وون در نقش آسا مو، کشیش زن طایفه آسا.
- چو جا هیون در نقش آسا هون، یکی از اعضای طایفه آسا.[۱۸]

#### قبیله هه
- جو سونگ ها در نقش هه می‌هول، رئیس قبیله هه، پدر ته آل‌ها.[۱۹]
- یون سا بونگ در نقش هه توآک، جنگجوی قبیله هه، خدمتکار ته آل‌ها.
- پارک سونگ یون در نقش هه یوبی، مستخدم نزدیک می‌هول.
- به کی بوم در نقش هه هول‌لیپ، مورخ قبیله هه، گردآورنده اطلاعات می‌هول.
- ؟ در نقش هه آل‌یونگ، مورخ ارشد قبیله هه است.
- ؟ در نقش هه گااون، متخصص کشاورزی قبیله هه.
- لیم جین وونگ در نقش هه کاداک، متخصص برنز قبیله هه.

| - ؟ در نقش هاریم، حکیم - گو بو گیول در نقش چه‌اون، حکیم، و دختر هاریم. - آن هه وون در نقش نون‌بیول، خواهر کوچکتر چه‌اون. - ؟ در نقش سوچین - ؟ در نقش مومیونگ‌جین - ؟ در نقش یی‌بک، رئیس انجمن باچی - ؟ در نقش توری‌هان، یکی از اعضای انجمن باچی - ؟ در نقش راایم، یکی از اعضای انجمن باچی - جونگ سوک یونگ در نقش یول سون - کیم هو جونگ در نقش چو سول - شبم جو هوان در نقش دال سه - پارک جین در نقش مونگ ته - یانگ کیونگ-وون در نقش تو ده - کیم چونگ گیل در نقش بوک سو - گو نا هی در نقش دو تی - کیم بی بی در نقش وورومی، مادر دو تی | - ته‌او یو در نقش راگاز، پدر اونسوم و سایا. - مون جونگ وون در نقش راکن‌روپ - اوک گو وون در نقش موتوروبو - سونگ جونگ هو در نقش یی‌سوروبو - نیکون در نقش روت‌تیپ - اریکا کاراتا در نقش شابارا (رئیس) قبیله مومو - شیم اون وو در نقش تاپین، همسر سات‌اونیک - کیم سونگ چول در نقش ایپ‌سِنگ - ته وون سوک در نقش بادورو - جو بیونگ-کیو در نقش ساتونیک - بک سونگ ایک در نقش چاناراکی - کیم دو هیون در نقش سیوروجاکین - ریو سونگ هیون در نقش کول‌دو |

### بازیگران مهمان
- چوی مو سونگ در نقش گیتوها[۱۷]
- جیسو در نقش سه‌ناره[۲۴]
- یانگ کیونگ-وون در نقش تو ده
- سونگ گون هی در نقش Black Tongue of Shaiti In